# Pseudolimnophila (Pseudolimnophila) inornata
Pseudolimnophila (Pseudolimnophila) inornata is een tweevleugelige uit de familie steltmuggen (Limoniidae). De soort komt voor in het Nearctisch gebied.